# Hesperoclytus
Hesperoclytus is een kevergeslacht uit de familie van de boktorren (Cerambycidae). De wetenschappelijke naam van het geslacht werd voor het eerst geldig gepubliceerd in 1986 door Holzschuh.

## Soorten
Hesperoclytus omvat de volgende soorten:
- Hesperoclytus bozanoi Pesarini & Sabbadini, 1997
- Hesperoclytus katarinae Holzschuh, 1986